# Rex Ryan
Rex Ryan (Ardmore, 13 dicembre 1962) è un allenatore di football americano statunitense nella National Football League (NFL). Al college giocò a football alla Southwestern Oklahoma State University.

## Carriera da allenatore
Nel 1994 iniziò la sua carriera con gli Arizona Cardinals come allenatore dei defensive lineman e dei linebacker fino al 1995.
Nel 1996 passò ai Cincinnati Bengals come coordinatore della difesa, con cui passò due stagioni.
Nel 1999 passò ai Baltimore Ravens come coordinatore difensivo, con cui l'anno successivo vinse il Super Bowl XXXV. La difesa dei Ravens di quell'anno è considerata una delle più forti di tutti i tempi. Rimase in quel ruolo fino alla stagione 2008.
Nel 2009, Ryan assunse il ruolo di capo-allenatore dei New York Jets. Nel Draft NFL 2009 scelse come quinto assoluto il quarterback Mark Sanchez e concluse la sua prima stagione regolare con un bilancio di nove vittorie e sette sconfitte. Nei playoff giunse fino alla finale della AFC, dove fu eliminato dagli Indianapolis Colts. L'anno successivo concluse con 11 vittorie e 5 sconfitte, tornando alla finale della AFC dove fu eliminato dai Pittsburgh Steelers. Fu la prima volta nella sua storia che la franchigia raggiunse due finali di conference consecutive.
Dopo i successi dei primi due anni, Ryan non raggiunse più i playoff con i Jets. Nel 2013, Sanchez perse tutta l'annata per infortunio e a fine anno fu svincolato. Il 29 dicembre 2014, Rex fu licenziato dopo sei stagioni dopo avere concluso l'annata con un record di 4 vittorie e 12 sconfitte.
L'11 gennaio 2015, Ryan fu annunciato come nuovo capo-allenatore dei Buffalo Bills. Fu licenziato il 27 dicembre 2016 dopo la sconfitta ai tempi supplementari del penultimo turno che escluse i Bills dai playoff per la 17ª stagione consecutiva.

## Palmarès
Come coordinatore difensivo
- Super Bowl : 1

Baltimore Ravens: XXXV

## Record come capo-allenatore
| Squadra    | Anno       | Stagione regolare | Stagione regolare | Stagione regolare | Stagione regolare | Stagione regolare | Playoff | Playoff | Playoff | Playoff                                                      |
| Squadra    | Anno       | Vinte             | Perse             | Pari              | %                 | Risultato         | Vinte   | Perse   | %       | Risultato                                                    |
| ---------- | ---------- | ----------------- | ----------------- | ----------------- | ----------------- | ----------------- | ------- | ------- | ------- | ------------------------------------------------------------ |
| NYJ        | 2009       | 9                 | 7                 | 0                 | .563              | 2º AFC East       | 2       | 1       | .667    | Uscì all'AFC Championship Game contro gli Indianapolis Colts |
| NYJ        | 2010       | 11                | 5                 | 0                 | .688              | 2º AFC East       | 2       | 1       | .667    | Uscì all'AFC Championship Game contro i Pittsburgh Steelers  |
| NYJ        | 2011       | 8                 | 8                 | 0                 | .500              | 2º AFC East       | -       | -       | -       | -                                                            |
| NYJ        | 2012       | 6                 | 10                | 0                 | .375              | 3º AFC East       | -       | -       | -       | -                                                            |
| NYJ        | 2013       | 8                 | 8                 | 0                 | .500              | 2º AFC East       | -       | -       | -       | -                                                            |
| NYJ        | 2014       | 4                 | 12                | 0                 | .250              | 4º AFC East       | -       | -       | -       | -                                                            |
| Totale NYJ | Totale NYJ | 46                | 50                | 0                 | .479              |                   | 4       | 2       | .667    |                                                              |
| BUF        | 2015       | 8                 | 8                 | 0                 | .500              | 3º AFC East       | -       | -       | -       | -                                                            |
| BUF        | 2016       | 7                 | 8                 | 0                 | .467              | Esonerato         | -       | -       | -       | -                                                            |
| Totale BUF | Totale BUF | 15                | 16                | 0                 | .484              |                   | -       | -       | -       |                                                              |
| Totale     | Totale     | 61                | 66                | 0                 | .480              |                   | 4       | 2       | .667    |                                                              |